# Tesi del declino ottomano

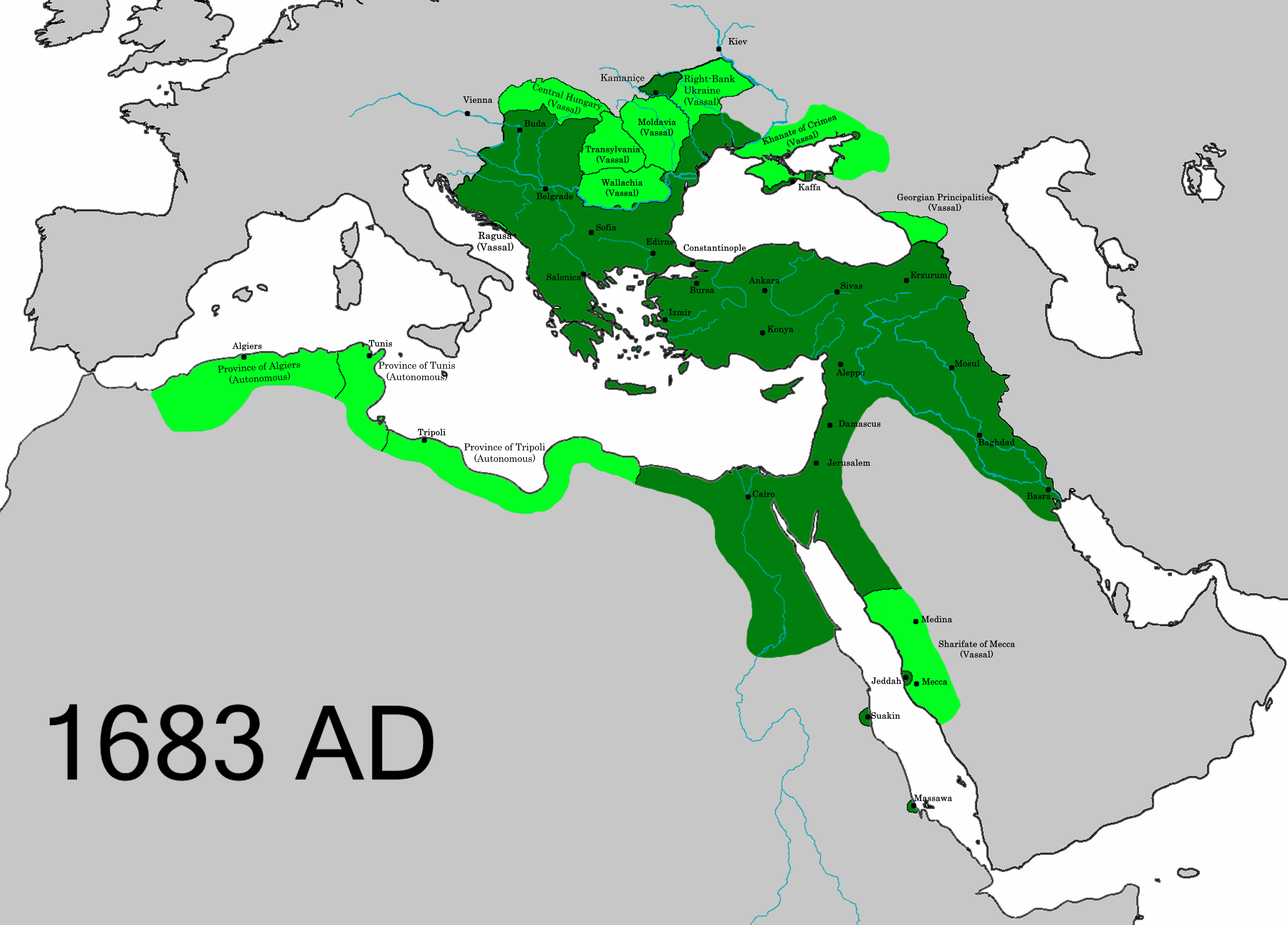
Nel 1683 l'Impero ottomano raggiunse la sua massima estensione territoriale in Europa, durante il periodo precedentemente etichettato come quello di stagnazione e declino.

La tesi del declino ottomano o paradigma del declino ottomano (in turco Osmanlı Gerileme Tezi) è una narrativa storica obsoleta che un tempo ha giocato un ruolo dominante nello studio della storia dell'Impero ottomano. Secondo la tesi del declino, dopo un'età dell'oro associata al regno del sultano Solimano il Magnifico (r. 1520–1566), l'impero entrò gradualmente in un periodo di totale stagnazione e declino dal quale non riuscì mai a riprendersi, e che durò fino alla dissoluzione dell'Impero ottomano nel 1923. Questa tesi è stata utilizzata per la maggior parte del XX secolo come base per la comprensione della storia ottomana sia occidentale che della Repubblicana turca. Tuttavia, nel 1978, gli storici hanno iniziato a riesaminare i presupposti di base della tesi del declino.
Gli storici accademici dell'Impero ottomano, dopo la pubblicazione di numerosi nuovi studi negli anni '80, '90 e 2000 e il riesame della storia ottomana attraverso l'uso di fonti e metodologie precedentemente non sfruttate, hanno raggiunto un consenso sul fatto che l'intera nozione di declino ottomano fosse un mito e che effettivamente, l'Impero ottomano non ristagnò o declinò affatto, ma continuò piuttosto a essere uno stato vigoroso e dinamico molto tempo dopo la morte di Solimano il Magnifico. La tesi del declino è stata criticata come "teleologica", "regressiva", "orientalista", "semplicistica" e "unidimensionale", e descritta come "un concetto che non trova posto nell'analisi storica".  Gli studiosi hanno quindi "imparato meglio che discuterne".
Nonostante questo drammatico cambio di paradigma tra storici professionisti, la tesi del declino continua a mantenere una forte presenza nella storia popolare, così come nella storia accademica scritta da studiosi che non sono specialisti dell'Impero ottomano. In alcuni casi ciò è dovuto alla continua dipendenza da parte di non specialisti di opere obsolete e smentite, e in altri a determinati interessi politici che beneficiano della continua perpetuazione della narrativa del declino.

## Origini della tesi del declino

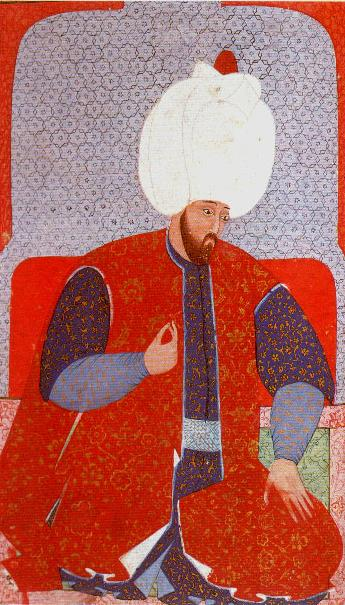
Il Sultano Solimano I, il cui regno era considerato un'età dell'oro.

### Nell'impero ottomano
Le prime attribuzioni del declino allo stato ottomano provenivano dagli stessi intellettuali ottomani. Avviato molto prima, ma in grande espansione durante il XVII secolo, è stato il genere letterario del nasihatname, o "Consigli per i re". Questo genere ha avuto una lunga storia, comparendo nei precedenti imperi musulmani come quelli dei Selgiuchidi e degli Abbasidi. La letteratura del Nasihatname riguardava principalmente l'ordine e il disordine nello stato e nella società; concettualizzava il sovrano come l'incarnazione della giustizia, il cui compito era garantire che i suoi sudditi ricevessero tale giustizia. Ciòè stato spesso espresso attraverso il concetto del Circolo della Giustizia (in turco ottomano dāʾire-i ʿadlīye). In questa concezione, la fornitura di giustizia da parte del sovrano ai suoi sudditi avrebbe consentito a quei sudditi di prosperare, rafforzando a sua volta il sovrano. Se ciò dovesse crollare, la società cesserebbe di funzionare correttamente.
Così, molti ottomani che scrivevano in questo genere, come Mustafa Âlî, descrissero il regno di Solimano I come la manifestazione più perfetta di questo sistema di giustizia, e avanzarono l'idea che l'impero da allora era in declino da quel riferimento aureo. Questi scrittori consideravano i cambiamenti che l'impero aveva subito come una corruzione intrinsecamente negativa di un passato suleimanico idealizzato. Tuttavia, adesso è riconosciuto che piuttosto che descrivere semplicemente la realtà oggettiva, spesso utilizzavano il genere del declino per esprimere le proprie lamentele personali. Ad esempio, la convinzione di Mustafa Âli che l'impero fosse in declino era in gran parte motivata dalla frustrazione per la propria incapacità di ottenere promozioni e il patrocinio di corte. L'obiettivo principale degli scrittori di nasihatname, quindi, potrebbe essere stato semplicemente quello di proteggere il proprio status personale o di classe in un mondo in rapido cambiamento.

### Nell'Europa occidentale
Uno dei primi riferimenti al declino ottomano nella storiografia occidentale può essere trovato in Incrementa atque decrementa aulae othomanicae completato nel 1717 da Dimitrie Cantemir e tradotto in inglese nel 1734. Fu seguito nel XIX secolo, tra gli altri, da Joseph von Hammer-Purgstall, che conosceva il turco ottomano e che adottò l'idea direttamente dagli scrittori ottomani di nasihatname. Il declino interno è stato quindi pensato come un mezzo appropriato per spiegare le sconfitte militari esterne degli ottomani e ha agito anche come giustificazione per l'imperialismo europeo. La nozione di una civiltà ottomana / islamica in declino è stata quindi utilizzata come un ostacolo per la civiltà occidentale, in cui gli ottomani "decadenti" erano in contrasto con l'Occidente "dinamico". L'Islam (come categoria di civiltà onnicomprensiva) è stato spesso descritto come l'esatto opposto dell'Occidente, per cui le società occidentali apprezzavano la libertà, la razionalità e il progresso mentre l'Islam apprezzava il servilismo, la superstizione e la stagnazione. Tali raffigurazioni furono perpetuate nella metà del XX secolo soprattutto dalle opere di H.A.R. Gibb e Harold Bowen, e Bernard Lewis, che aderirono a una concezione civilistica del declino islamico modificandola con il nuovo paradigma sociologico della Teoria della Modernizzazione. Queste opinioni sono state oggetto di crescenti critiche quando gli storici hanno iniziato a riesaminare i propri presupposti fondamentali sulla storia ottomana e islamica, in particolare dopo la pubblicazione di Orientalismo di Edward Said nel 1978.

## Principi

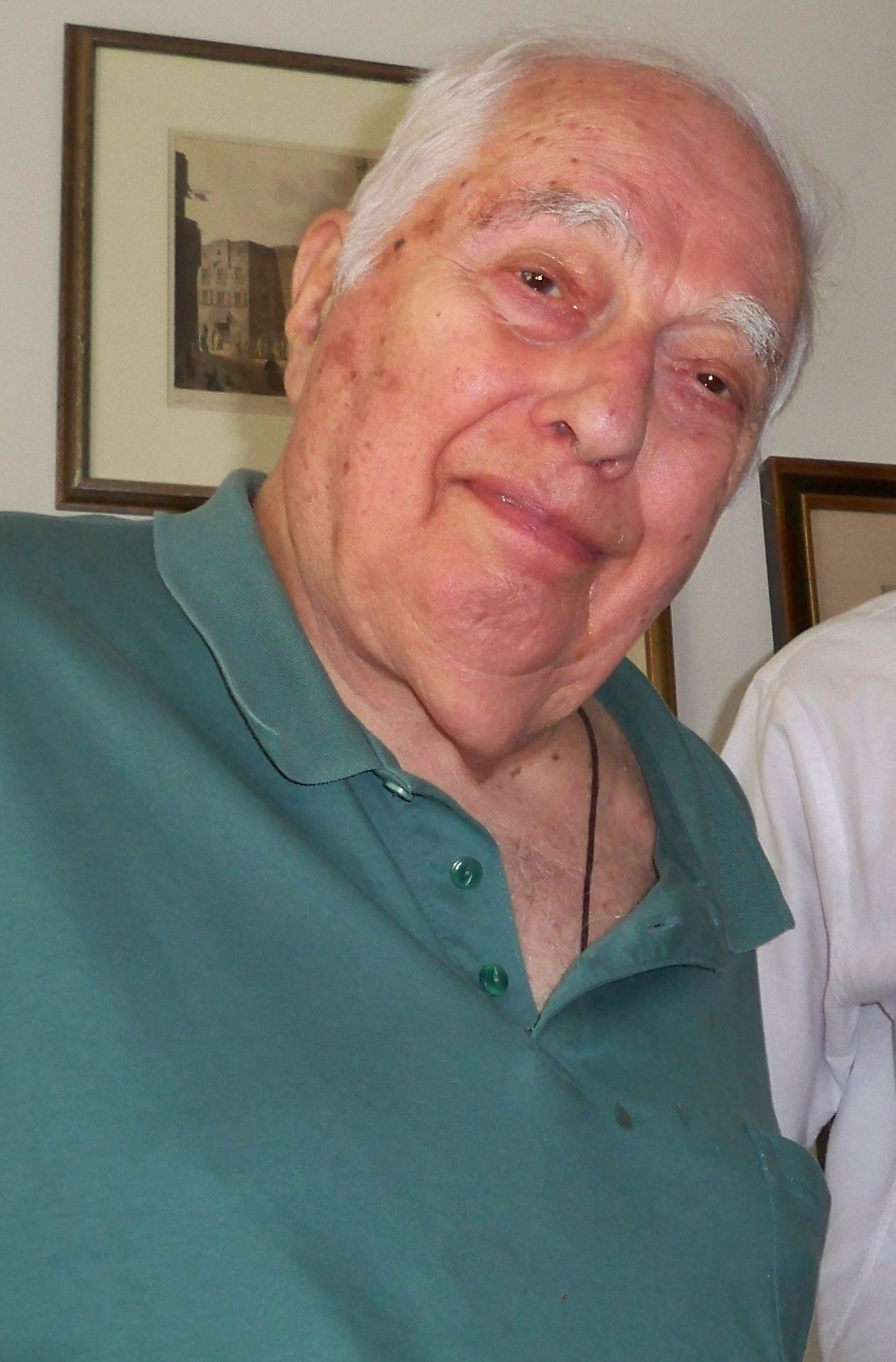
Bernard Lewis è stato uno dei fautori più famosi della tesi del declino.

Lo scrittore più importante sul declino ottomano è stato lo storico Bernard Lewis, il quale sostenne che l'impero ottomano subì un declino globale che colpì il governo, la società e la civiltà. Espose le sue opinioni nell'articolo del 1958, "Some Reflections on the Decline of the Ottoman Empire", che si sviluppò nell'opinione principale degli studiosi orientalisti della metà del XX secolo. Tuttavia, l'articolo è oggi molto criticato e non più considerato accurato dagli storici moderni. Le opinioni di Lewis erano le seguenti:
I primi dieci sultani dell'Impero ottomano (da Osman I a Solimano il Magnifico) erano di eccellente qualità personale, mentre coloro che vennero dopo Solimano furono senza eccezioni "incompetenti, degenerati e disadattati", risultanti del sistema di successione del Kafes, per cui i principi dinastici non acquisivano più esperienza nel governo provinciale prima di salire al trono. Una leadership difettosa ai vertici portò al decadimento di tutti i rami del governo: la burocrazia cessò di funzionare in modo efficace e la qualità dei loro registri peggiorò. L'esercito ottomano perse la sua forza e iniziò a subire sconfitte sul campo di battaglia. Smisero di stare al passo con i progressi della scienza militare europea e di conseguenza suburono perdite territoriali. Poiché lo stato e la società ottomani erano orientati verso una costante espansione, il loro improvviso fallimento nel raggiungere nuove conquiste lasciò l'impero incapace di adattarsi al suo nuovo rapporto con l'Europa.
Economicamente, l'impero fu minato dalla scoperta del Nuovo Mondo e dal successivo spostamento dell'equilibrio economico tra l'Europa mediterranea e quella atlantica, nonché dai viaggi esplorativi che portarono gli europei in India, e portarono a un calo del volume del commercio che passava attraverso i porti ottomani. Inoltre, la rivoluzione dei prezzi portò alla destabilizzazione della moneta ottomana e a una grave crisi fiscale, che si rivelò disastrosa se abbinata al rapido aumento dei costi della guerra. Quando l'esercito di cavalleria degli ottomani divenne obsoleto, il sistema del possedimento fondiario del timar, che lo aveva sostenuto, cadde in disuso, mentre la burocrazia corrotta non fu in grado di sostituirlo con un'alternativa funzionale. Invece, fu introdotto l'appalto sulle imposte fondiarie, che portò alla corruzione e all'oppressione dei contadini e al declino dell'agricoltura. L'arretratezza economica e militare degli ottomani era estenuata dalla loro chiusura mentale e riluttanza ad adottare innovazioni europee, nonché da un crescente disprezzo per la scienza pratica. Alla fine, l'Impero ottomano "tornò a uno stato medievale, con una mentalità medievale e un'economia medievale, ma con l'ulteriore onere di una burocrazia e di un esercito permanente che nessuno stato medievale aveva mai dovuto sopportare".
È significativo che le spiegazioni del declino ottomano non fossero limitate alla posizione geopolitica dell'impero tra gli imperi mondiali o alla sua forza militare. La tesi del declino era radicata nella concezione del XIX e dell'inizio del XX secolo di "civiltà" distinte come unità di analisi storica, e quindi spiegava la debolezza ottomana con riferimento non solo alla sua geopolitica, ma la definiva anche in termini sociali, economici, culturali e termini morali. Questa nozione onnicomprensiva del declino della civiltà ottomana (e, più in generale, islamica) divenne la cornice entro la quale fu compresa la storia ottomana dal XVI secolo in poi.

## Critica della tesi

### Questioni concettuali
Dana Sajdi, in un articolo che riassume le critiche alla tesi del declino scritta a partire dagli anni '70, individua i seguenti punti principali che gli studiosi hanno dimostrato: "1. La natura mutevole e l'adattabilità dello stato e della società ottomani; 2. processi sociali, economici e/o intellettuali indigeni o interni che mostrano segni di modernità prima dell'avvento dell'Occidente; 3. la comparabilità dello stato e della società ottomani con le loro controparti nel mondo nello stesso periodo; e 4. una logica, o una cornice, alternativa al declino e all'eurocentrismo in esso implicito, che tenga conto dei fenomeni dal Seicento al Settecento." I primi due punti riguardano la rappresentazione della tesi del declino dello stato e della società ottomani come arretrati, statici ed essenzialmente incapaci di innovazione prima dell '"impatto dell'Occidente"; il terzo riguarda il grado in cui l'Impero ottomano è stato considerato totalmente unico, operando secondo le proprie regole e logiche interne, piuttosto che essere integrato in un più ampio quadro comparativo della storia mondiale; mentre il quarto affronta il grado in cui la tesi del declino ha trascurato i processi locali effettivamente avvenuti nell'Impero ottomano durante il diciassettesimo e diciottesimo secolo, a favore dell'enfasi sulla grande narrativa del decadimento ottomano e della superiorità europea.
In linea con questi punti, una critica comune alla tesi del declino è che è teleologica: vale a dire che presenta tutta la storia ottomana come la storia dell'ascesa e della caduta dell'impero, inducendo gli storici precedenti a enfatizzare eccessivamente il problemi dell'impero e sottovalutare i suoi punti di forza. Secondo Linda Darling, "poiché sappiamo che alla fine gli ottomani divennero una potenza più debole e alla fine scomparvero, ogni precedente difficoltà incontrata diventa un seme del declino e i successi ottomani e le fonti di forza svaniscono dal registro". Il corollario del declino è l'idea che l'impero avesse già raggiunto un picco, e anche questo è stato problematizzato. Il regno di Solimano il Magnifico era stato visto come un'età dell'oro a cui doveva essere paragonato tutto il resto della storia dell'impero. Tali confronti hanno indotto i ricercatori precedenti a vedere la trasformazione e il cambiamento come intrinsecamente negativi, poiché l'impero si è allontanato dalle norme stabilite dell'età romanticizzata e idealizzata di Solimano. Secondo Jane Hathaway, questa focalizzazione sull'"età dell'oro" ha avuto un effetto distorsivo sulla sua storia: "un impero massiccio che è durato per oltre sei secoli non può aver avuto un momento ideale e una permutazione ideale per cui l'intero arco cronologico e geografico dell'impero può essere giudicato". Invece, gli studiosi moderni considerano il cambiamento un risultato naturale dell'adattamento dell'impero al mondo circostante, un segno di innovazione e flessibilità piuttosto che di declino.

### Questione politica
Nel riesaminare la nozione di declino politico nell'Impero ottomano, gli storici hanno prima esaminato i testi del nasihatname che avevano costituito la spina dorsale della tesi del declino. Molti studiosi, tra cui in particolare Douglas Howard e Rifa'at Ali Abou-El-Haj, hanno sottolineato che le critiche di questi scrittori ottomani alla società contemporanea non erano svincolate dai loro pregiudizi e hanno criticato gli storici precedenti per averli presi alla lettera senza alcuna analisi critica. Inoltre, "lamentela sui tempi" era in effetti un tropo letterario nella società ottomana ed esisteva anche durante il periodo della cosiddetta "età dell'oro" di Solimano il Magnifico. Per gli scrittori ottomani, il "declino" era un traslato che permetteva loro di esprimere un giudizio sullo stato e sulla società contemporanei, piuttosto che una descrizione della realtà oggettiva. Pertanto, queste opere non dovrebbero essere prese come prova dell'effettivo declino ottomano.
Sono stati contestati anche altri traslati del declino politico, come l'idea che i sultani che regnavano dopo l'era di Solimano I fossero governanti meno competenti. I regni di figure come Ahmed I, Osman II, e Mehmed IV (tra gli altri) sono stati riesaminati nel contesto delle condizioni delle rispettive epoche, e non confrontandoli in modo inappropriato con un mitico ideale suleimanico. Infatti, l'idea stessa che il regno di Solimano costituisse in primo luogo un'età dell'oro è stata messa in discussione. Il fatto che i sultani non abbiano più accompagnato personalmente l'esercito nelle campagne militari non è più oggetto di critica, ma visto come un cambiamento positivo e necessario risultante dalla trasformazione dell'impero in un sistema politico imperiale stanziale. La ricerca di Leslie Peirce sul ruolo politico delle donne nella dinastia ottomana ha dimostrato l'inesattezza dell'assunto che il cosiddetto Sultanato delle donne, in cui le figure femminili della dinastia esercitavano un grado di potere insolitamente alto, fosse in qualche modo o una causa o un sintomo della debolezza imperiale. Al contrario, le valide sultan, le principesse e le concubine ottomane furono in grado di fortificare con successo il governo dinastico durante i periodi di instabilità e giocarono un ruolo importante nella legittimazione dinastica. Inoltre, l'importanza della burocrazia in rapida espansione è adesso particolarmente sottolineata come fonte di stabilità e forza per l'impero durante il XVII e il XVIII secolo, attingendo in particolare al lavoro di Linda Darling. Basato in gran parte sul lavoro di Ariel Salzmann, il rafforzamento dei notabili regionali nel XVIII secolo è stato reinterpretato come una forma efficace di governo, piuttosto che come un segno di declino.

### Questione militare
Una delle affermazioni più durature della tesi del declino è stata quella della debolezza dell'esercito ottomano nel periodo post-suleimanico. Presumibilmente, il temuto corpo dei giannizzeri si corruppe man mano che guadagnavano sempre più privilegi per se stessi, ottenendo il diritto di sposarsi, generare figli e iscrivere quei bambini nel corpo. Invece di mantenere una rigida disciplina militare, iniziarono ad intraprendere professioni come mercanti e negozianti per integrare le loro entrate, perdendo così il loro vantaggio militare. Tuttavia, è ormai chiaro che la partecipazione dei giannizzeri all'economia non si limitava al periodo post-suleimanico. I giannizzeri erano impegnati nel commercio già nel XV secolo, senza alcun impatto apparente sulla loro disciplina militare. Inoltre, lontani dal diventare militarmente inefficaci, i giannizzeri continuarono a rimanere una delle forze più innovative in Europa, introducendo la tattica del tiro al volo insieme e forse anche prima della maggior parte degli eserciti europei.
Ancora maggiore attenzione è stata data ai cambiamenti vissuti dal sistema del timar durante questa era. Il crollo del sistema del timar è oggi visto non come il risultato di un'amministrazione incompetente, ma come una politica consapevole intesa ad aiutare l'impero ad adattarsi all'economia sempre più monetizzata della fine del XVI secolo. Pertanto, lontano dall'essere un sintomo di declino, questo faceva parte di un processo di modernizzazione militare e fiscale. L'esercito di cavalleria prodotto dal sistema del timar divenne sempre più obsoleto nel XVII secolo e questa trasformazione permise invece agli ottomani di formare grandi eserciti di fanteria armata di moschetti, mantenendo così la loro competitività militare. Entro il 1690, la percentuale di fanteria nell'esercito ottomano era aumentata al 50-60%, equivalente ai loro rivali asburgici.
In termini di produzione di armamenti e tecnologia delle armi, gli ottomani rimasero più o meno equivalenti ai loro rivali europei per la maggior parte del XVII e XVIII secolo. La teoria secondo cui le fonderie ottomane di cannoni trascuravano i cannoni da campo mobili con la produzione di cannoni d'assedio di grandi dimensioni a un ritmo sproporzionato è stata smentita dallo storico militare Gábor Ágoston. Nonostante l'affermazione orientalista secondo cui un conservatorismo intrinseco nell'Islam impediva agli ottomani di adottare innovazioni militari europee, è noto oggi che gli ottomani erano ricettivi alle tecniche e alle invenzioni straniere e continuarono a impiegare i rinnegati ed esperti tecnici europei per tutto il XVII e il XVIII secolo. In termini di capacità produttiva, gli ottomani riuscirono addirittura a superare i loro rivali europei nel corso del XVII secolo. Mantennero la piena autosufficienza nella produzione di polvere da sparo fino alla fine del XVIII secolo e, con rare e brevi eccezioni, furono continuamente in grado di produrre abbastanza cannoni e moschetti per rifornire le loro intere forze armate e le scorte in eccedenza. Secondo Gábor Ágoston e Rhoads Murphey, le sconfitte ottomane nelle guerre del 1683-1199 e del 1768-1774 con gli Asburgo e la Russia sono meglio spiegate dalla tensione sulla logistica e sulle comunicazioni causata dalla guerra su più fronti piuttosto che dall'inferiorità ottomana nella tecnologia e negli armamenti, poiché tale inferiorità, nella misura in cui esisteva, era molto meno significativa di quanto si credesse in precedenza. Si ritiene adesso che l'esercito ottomano sia stato in grado di mantenere una grossolana parità con i suoi rivali fino al 1760, rimanendo indietro a causa di un lungo periodo di pace sul fronte occidentale tra il 1740 e il 1768, quando gli ottomani persero i progressi associati con la Guerra dei sette anni.

### Questione economica e fiscale
Le prime critiche alla tesi del declino da un punto di vista economico sono state fortemente influenzate dalle nuove prospettive sociologiche della teoria della dipendenza e dell'analisi dei sistemi mondiali come articolate da studiosi come Andre Gunder Frank e Immanuel Wallerstein negli anni '60 e '70. Queste teorie hanno fornito un'influente critica alla teoria prevalente della modernizzazione che era allora popolare tra economisti e analisti politici, ed era stata la cornice entro la quale era stata compresa la storia economica ottomana, esemplificata soprattutto da Bernard Lewis in '1961 The Emergence of Modern Turkey. La teoria della modernizzazione riteneva che il mondo sottosviluppato fosse impoverito a causa della sua incapacità di seguire l'Europa nell'avanzare lungo una serie di fasi distinte di sviluppo (basate sul modello fornito soprattutto da Francia e Gran Bretagna), che si presumeva fossero uniformemente applicabili a tutte le società. Gli storici che cercano di identificare i fattori che hanno impedito agli ottomani di raggiungere la "modernizzazione" si sono rivolti agli stereotipi che hanno costituito la base della tesi del declino: un'inclinazione ottomana per il dispotismo e l'accidia che ha inibito il loro ingresso nel mondo moderno e ha determinato la stagnazione economica. La teoria della dipendenza, al contrario, ha visto il sottosviluppo moderno come il prodotto dell'ineguale sistema economico globale gradualmente stabilito dagli europei a partire dalla prima età moderna, e quindi ritenendolo come il risultato di un processo storico piuttosto che una semplice incapacità di adattarsi parte del mondo non occidentale. La teoria della dipendenza, introdotta nella storia ottomana da Huri İslamoğlu-İnan e Çağlar Keyder, ha così permesso agli storici di andare oltre i concetti che avevano precedentemente dominato la storia economica ottomana, soprattutto la nozione di un "dispotismo orientale" che presumibilmente inibiva lo sviluppo economico, invece di esaminare l'impero nei termini della sua graduale integrazione alla periferia di un sistema mondiale emergente incentrato sull'Europa. Successivi studi provinciali hanno evidenziato il grado in cui l'Impero ottomano del XVIII e dell'inizio del XIX secolo stava subendo la propria trasformazione capitalista indipendentemente dalla penetrazione economica europea, che a sua volta ha facilitato l'integrazione dell'impero nell'economia mondiale. Anche in seguito alla periferizzazione dell'impero, la manifattura ottomana, a lungo ritenuta crollata di fronte alla concorrenza europea, è oggi considerata cresciuta e persino fiorita durante il XVIII e XIX secolo, beneficiando della forza del mercato interno ottomano.
Nei periodi precedenti, la recessione economica e fiscale ottomana fu associata soprattutto agli effetti catastrofici della rivoluzione dei prezzi della fine del XVI secolo. Tuttavia, questa recessione economica non era esclusiva degli ottomani, ma era condivisa dagli stati europei poiché tutti lottarono contro le diverse pressioni dell'inflazione, i cambiamenti demografici e l'aumento dei costi della guerra. Collocando gli ottomani in un contesto comparativo con i loro vicini, gli studiosi hanno dimostrato che le molteplici crisi vissute dagli ottomani tra la fine del XVI e la prima metà del XVII secolo possono essere viste come parte di un più ampio contesto europeo caratterizzato come la "crisi generale del XVII secolo", piuttosto che un segno di decadenza unicamente ottomana. Il presupposto che l'economia ottomana non fosse in grado di riprendersi da queste crisi era radicato sia nella scarsa conoscenza del settore dell'economia ottomana nel tardo XVII e XVIII secolo, sia nella facilità con cui sembrava adattarsi alle idee preesistenti sul declino ottomano. Tuttavia, ricerche successive hanno dimostrato che, nelle parole di Şevket Pamuk, il XVIII secolo "fu in realtà un periodo di ripresa per il sistema monetario ottomano", indicando che "l'antica tesi del continuo declino non può essere sostenuta". Lontano dal declino, la prima metà del XVIII secolo fu un periodo di significativa espansione e crescita per l'economia ottomana.
Anche altre presunte manifestazioni del declino economico ottomano sono state contestate. L'istituzione da parte dei mercanti europei di nuove rotte commerciali marittime verso l'India intorno al Capo di Buona Speranza, aggirando i territori ottomani, ha avuto un impatto molto meno significativo sull'economia ottomana di quanto si pensasse una volta. Mentre la scuola di pensiero precedente descriveva i portoghesi come se avessero stabilito un quasi monopolio sul movimento dei beni di lusso, in particolare le spezie, in Europa, in realtà i portoghesi erano solo uno dei tanti attori in competizione nell'arena commerciale dell'Oceano Indiano. Anche alla fine del XVI secolo, i mercanti asiatici che utilizzavano le tradizionali rotte commerciali del Mar Rosso attraverso il territorio ottomano trasportavano un numero di spezie quattro volte superiore a quello dei mercanti portoghesi, e fino all'inizio del XVIII secolo più tipi di argento continuarono ad essere importate in India tramite le tradizionali rotte mediorientali che attraverso la rotta del Capo dominata dall'Europa. La perdita di entrate che si verificò fu compensata dall'aumento del commercio del caffè dallo Yemen durante il XVII secolo che, insieme ai forti legami commerciali con l'India, assicurò la continua prosperità del commercio del Mar Rosso e del Cairo come centro di commercio.
Storici come il suddetto Bernard Lewis una volta si riferirono al presunto calo della qualità dei documenti burocratici dell'impero come un'indicazione di stagnazione nell'apparato amministrativo ottomano.  Gli storici oggi riconoscono che non si è mai verificato un tale declino. Questo cambiamento nella tenuta dei registri era attribuibile non a una perdita di qualità, ma a un cambiamento nella natura della valutazione della terra, poiché l'impero si adeguava al carattere dell'economia sempre più monetizzata del XVII secolo. I metodi di valutazione in uso sotto Solimano il Magnifico erano adatti a garantire una corretta distribuzione delle entrate all'esercito di cavalleria feudale che allora costituiva il grosso delle forze ottomane. Tuttavia, all'inizio del secolo, la necessità di denaro per radunare eserciti di fanteria armata di moschetti portò il governo centrale a riformare il suo sistema di proprietà fondiaria e ad espandere la pratica dell'appalto delle imposte fondiarie, che era anche un metodo comune come fonte di introiti nell'Europa contemporanea. In effetti, il XVII secolo fu un periodo di significativa espansione della burocrazia ottomana, non di contrazione o declino. Questi cambiamenti, contrariamente alle affermazioni degli storici precedenti, non sembrano aver portato a una corruzione o oppressione diffusa in misura maggiore di quella osservabile tra i contemporanei europei dell'Impero ottomano. Gli ottomani, come altri stati europei, lottarono per tutto il XVII secolo per far fronte alle spese in rapido aumento, ma furono alla fine in grado di istituire le riforme che gli consentirono di entrare nel XVIII secolo con un avanzo di bilancio. Nelle parole di Linda Darling, "Ascrivere i disavanzi di bilancio ottomani del XVII secolo al declino dell'impero lascia inspiegabile la cessazione di tali disavanzi nel XVIII secolo".

## Consenso accademico del 21º secolo
Avendo rinunciato alla nozione di declino, gli storici odierni dell'Impero ottomano si riferiscono più comunemente al periodo post-suleimanico, o più ampiamente al periodo dal 1550 al 1700, come a un periodo di trasformazione. Il ruolo delle crisi economiche e politiche nella definizione di questo periodo è cruciale, ma lo è anche la loro natura temporanea, poiché lo stato ottomano alla fine è stato in grado di sopravvivere e adattarsi a un mondo in cambiamento. Anche di nota è la crescente enfasi del posto dell'Impero ottomano in prospettiva comparativa, in particolare con gli stati d'Europa. Mentre gli ottomani hanno lottato con una grave recessione economica e fiscale, lo stesso hanno fatto i loro contemporanei europei. Questo periodo è spesso indicato con la crisi generale del XVII secolo, e quindi le difficoltà incontrate dall'Impero ottomano sono state riformulate non come uniche per loro, ma come parte di una tendenza generale che ha avuto un impatto sull'intera Europa e della Regione mediterranea. Nelle parole di Ehud Toledano, sia in Europa che nell'Impero ottomano, questi cambiamenti hanno trasformato gli stati e il modo in cui le élite militari-amministrative hanno condotto e finanziato le guerre. Affrontare queste enormi sfide e trovare le risposte appropriate attraverso un mare di cambiamenti socio-economici e politici è, infatti, la storia della storia ottomana del diciassettesimo e diciottesimo secolo. Un notevole adattamento alle nuove realtà, piuttosto che il declino e la disintegrazione, ne era la caratteristica principale e riflette l'intraprendenza, il pragmatismo e la flessibilità nel pensiero e nell'azione dell'élite militare-amministrativa ottomana, piuttosto che la loro inettitudine o incompetenza. Così, per Dana Sajdi: "Indipendentemente da ciò che si può pensare di un'opera revisionista individuale, o di un metodo o quadro particolare, l'effetto cumulativo delle scuole studio ha dimostrato l'invalidità empirica e teorica della tesi del declino e ha offerto un ritratto di uno stato e di una società ottomana internamente dinamica. Ha anche stabilito la comparabilità dell'impero ottomano ad altre società e politiche, principalmente europee, e ha contestualmente rivisto lo schema esistente di periodizzazione." Il consenso degli studiosi del 21º secolo sul periodo post-suleimanico può quindi essere riassunto come segue:
(Jane Hathaway, con i contributi di Karl K. Barbir)

### Esplicative
1. ↑  "Dispotismo orientale" è un termine utilizzato nelle analisi storiche marxiste. È stato postulato su una visione dello stato e della società mediorientale come quella in cui tutto il potere era concentrato nelle mani di un sovrano assoluto, che controllando tutta la terra dell'impero, impediva l'emergere di una borghesia nativa indipendente, e quindi rendeva impossibile il capitalismo. Questo concetto, o altri simili, sono serviti a lungo come principio fondamentale nello studio della storia economica dell'Impero ottomano e delle società asiatiche più in generale, sebbene fosse, come ha notato Zachary Lockman, "basato in realtà su generalizzazioni grossolane e su una comprensione molto errata delle loro [società asiatiche] (abbastanza diverse) storie e strutture sociali. (Lockman, Zachary (2010). Contending Visions of the Middle East: The History and Politics of Orientalism (2 ed.). Cambridge: Cambridge University Press. pp. 83-85.)

### Bibliografiche
1. 1 2   Jane Hathaway, The Arab lands under Ottoman rule, 1516-1800, 2008,  pp. 7-8, ISBN 978-0-582-41899-8, OCLC 175284089. URL consultato il 29 aprile 2022.
«Uno dei cambiamenti più importanti avvenuti negli studi ottomani dopo la pubblicazione di Egypt and the Fertile Crescent [1966] è la decostruzione della cosiddetta "tesi del declino ottomano", cioè l'idea che verso la fine del XVI secolo, dopo il regno del sultano Solimano I (1520–66), l'impero entrò in un lungo declino dal quale non si riprese mai veramente, nonostante i tentativi eroici di occidentalizzare le riforme nel diciannovesimo secolo. Negli ultimi vent'anni circa, come sottolineerà il capitolo 4, gli storici dell'Impero ottomano hanno rifiutato la narrativa del declino a favore di quella della crisi e dell'adattamento»
  - Kunt, Metin (1995). "Introduction to Part I". In Kunt, Metin; Christine Woodhead (eds.). Süleyman the Magnificent and His Age: the Ottoman Empire in the Early Modern World. London and New York: Longman. pp. 37–38. gli studenti di storia ottomana hanno imparato meglio che discutere un "declino" che presumibilmente iniziò durante i regni degli "inefficaci" successori di Solimano e poi continuò per secoli.
  - Tezcan, Baki (2010). The Second Ottoman Empire: Political and Social Transformation in the Early Modern Period. Cambridge University Press. p. 9. ISBN 978-1-107-41144-9. Gli storici ottomani hanno prodotto diverse opere negli ultimi decenni, rivedendo la tradizionale comprensione di questo periodo da varie angolazioni, alcune delle quali non erano nemmeno considerate argomenti di indagine storica a metà del XX secolo. Grazie a queste opere, la narrativa convenzionale della storia ottomana - che alla fine del XVI secolo l'Impero ottomano entrò in un prolungato periodo di declino caratterizzato da un decadimento militare e da una corruzione istituzionale in costante aumento - è stata scartata.
  - Woodhead, Christine (2011). "Introduction". In Christine Woodhead (ed.). The Ottoman World. p. 5. ISBN 978-0-415-44492-7. Gli storici ottomani hanno ampiamente abbandonato l'idea di un "declino" post-1600'
  - Ehud Toledano (2011). "The Arabic-speaking world in the Ottoman period: A socio-political analysis". In Woodhead, Christine (ed.). The Ottoman World. Routledge. p. 457. ISBN 978-0-415-44492-7. Nella letteratura accademica prodotta dagli ottomani dalla metà degli anni '70, la visione finora prevalente del declino ottomano è stata effettivamente smentita.
  - Leslie Peirce, "Changing Perceptions of the Ottoman Empire: the Early Centuries," Mediterranean Historical Review 19/1 (2004): 22.
  - Cemal Kafadar, "The Question of Ottoman Decline," Harvard Middle Eastern and Islamic Review 4/1–2 (1997–98), pp. 30–75.
  - M. Fatih Çalışır, "Decline of a 'Myth': Perspectives on the Ottoman 'Decline'," The History School 9 (2011): 37–60.
  - Donald Quataert, "Ottoman History Writing and Changing Attitudes towards the Notion of 'Decline,'" History Compass 1 (2003)
2. ↑  Linda Darling, Revenue Raising and Legitimacy: Tax Collection and Finance Administration in the Ottoman Empire, 1560–1660 (Leiden: E.J. Brill, 1996), 

Günhan Börekçi, "Factions and Favorites at the Courts of Sultan Ahmed I (r. 1603–1617) and His Immediate Predecessors," PhD dissertation (The Ohio State University, 2010), 5.
3. ↑  Suraiya Faroqhi, The Ottoman Empire and the World Around It (I. B. Tauris, 2004; 2011), pp. 42–43.

Virginia Aksan, "Ottoman to Turk: Continuity and Change," International Journal 61 (Winter 2005/6): 19–38.
4. ↑  Howard, Douglas A. "Genre and myth in the Ottoman advice for kings literature," in Aksan, Virginia H. and Daniel Goffman eds. The Early Modern Ottomans: Remapping the Empire (Cambridge University Press, 2007; 2009), 143.
5. ↑  Darling, Revenue-Raising and Legitimacy, 4.

Abou-El-Haj, Formation of the Modern State, pp. 3–4.

Karen Barkey, Bandits and Bureaucrats: The Ottoman Route to State Centralization, (Cornell University Press, 1994), ix.
6. ↑   Caroline F. Finkel, The administration of warfare the Ottoman military campaigns in Hungary, 1593-1606, 1988,  p. 143, ISBN 3-85369-708-9, OCLC 1271561699. URL consultato il 29 aprile 2022.
7. ↑  Kunt, Metin (1995). "Introduction to Part I". In Kunt, Metin; Christine Woodhead (eds.). Süleyman the Magnificent and His Age: the Ottoman Empire in the Early Modern World. London and New York: Longman. pp. 37–38. Gli studenti di storia ottomana hanno imparato meglio che discutere un "declino" che presumibilmente iniziò durante i regni degli "inefficaci" successori di Solimano e poi continuò per secoli.
8. ↑   Christine Woodhead, The Ottoman world, Routledge, 2012,  p. 457, ISBN 978-0-415-44492-7, OCLC 457164407. URL consultato il 29 aprile 2022.
«Nella letteratura accademica prodotta dagli ottomani a partire dalla metà degli anni '70, la visione finora prevalente del declino ottomano è stata effettivamente sfatata. Tuttavia, troppo spesso, i risultati di ricerche scrupolose e revisioni innovative offerte in quella letteratura non sono ancora trapelati dagli studiosi che lavorano al di fuori degli studi ottomani. Gli storici nei campi adiacenti hanno avuto la tendenza a fare affidamento sui classici precedenti e sulle indagini successive disinformate che perpetuano opinioni più classiche, ora decostruite.»
9. ↑  Dana Sajdi si riferisce da un lato ai nazionalisti nelle regioni del mondo post-ottomane e, dall'altro, ai sostenitori dell'intervento imperialistico in Medio Oriente tra alcuni politici occidentali. Sajdi, Dana (2007). "Decline, its Discontents, and Ottoman Cultural History: By Way of Introduction". In Sajdi, Dana (ed.). Ottoman Tulips, Ottoman Coffee: Leisure and Lifestyle in the Eighteenth Century. London: I.B. Taurus. pp. 38–39.
10. ↑  Darling, Revenue-Raising and Legitimacy, 3.
11. ↑  Howard, "Genre and Myth," pp. 137–139.
12. ↑  Darling, Revenue-Raising and Legitimacy, pp. 283–84.
13. ↑  Cornell Fleischer. Bureaucrat and Intellectual in the Ottoman Empire: The Historian Mustafa Âli, 1541–1600, (Princeton: Princeton University Press, 1986).
14. ↑  Fleischer, Bureaucrat and Intellectual, 103.
15. ↑  Douglas Howard, "Ottoman Historiography and the Literature of 'Decline' of the Sixteenth and Seventeenth Century," Journal of Asian History 22 (1988), pp. 52–77.
16. ↑  Abou-El-Haj, Formation of the Modern State, pp. 20–40.
17. ↑   Dimitrie Cantemir | Historians of the Ottoman Empire, su ottomanhistorians.uchicago.edu. URL consultato il 29 aprile 2022.
18. ↑   Dimitrie Cantemir e N. Tindal, The history of the growth and decay of the Othman empire ..., J. J., and P. Knapton, 1734-35. URL consultato il 29 aprile 2022.
19. ↑  Joseph von Hammer-Purgstall, Geschichte des Osmanisches Reiches, (in German) 10 vols. (Budapest: Ca. H. Hartleben, 1827–35).
20. ↑  Darling, Revenue-Raising and Legitimacy, pp. 3–4.
21. ↑  Lockman, Zachary (2010). Contending Visions of the Middle East: The History and Politics of Orientalism (2 ed.). Cambridge: Cambridge University Press. pp. 62–3.
22. ↑  Lockman, Zachary (2010). Contending Visions of the Middle East: The History and Politics of Orientalism (2 ed.). Cambridge: Cambridge University Press. pp. 104–12, 130–3.
23. ↑  Howard, "Ottoman Advice for Kings," pp. 143–44; Edward Said, Orientalism, (New York: Pantheon, 1978).
24. ↑  Darling, Revenue-Raising and Legitimacy, 2.
25. ↑  Bernard Lewis, "Some Reflections on the Decline of the Ottoman Empire", Studia Islamica 1 (1958) 111–127.
26. ↑  Tezcan, Second Ottoman Empire, 242n. Hathaway, "Problems of Periodization"

Darling, "Another Look at Periodization" Quataert, "Ottoman History Writing"

Suraiya Faroqhi, Approaching Ottoman History: An Introduction to the Sources, (Cambridge: Cambridge University Press, 1999) 180.
27. ↑  Lewis, "Some Reflections", pp. 112–127.
28. ↑  Sajdi, Dana (2007). "Decline, its Discontents, and Ottoman Cultural History: By Way of Introduction". In Sajdi, Dana (ed.). Ottoman Tulips, Ottoman Coffee: Leisure and Lifestyle in the Eighteenth Century. London: I.B. Taurus. pp. 4–6.
29. ↑  Sajdi, Dana (2007). "Decline, its Discontents, and Ottoman Cultural History: By Way of Introduction". In Sajdi, Dana (ed.). Ottoman Tulips, Ottoman Coffee: Leisure and Lifestyle in the Eighteenth Century. London: I.B. Taurus. p. 6.
30. ↑  Sajdi, Dana (2007). "Decline, its Discontents, and Ottoman Cultural History: By Way of Introduction". In Sajdi, Dana (ed.). Ottoman Tulips, Ottoman Coffee: Leisure and Lifestyle in the Eighteenth Century. London: I.B. Taurus. p. 5.
31. ↑  Darling, Revenue-Raising and Legitimacy, pp. 4–5.
32. 1 2  Hathaway, "Problems of Periodization," 26.
33. ↑  Ehud Toledano (2011). "The Arabic-speaking world in the Ottoman period: A socio-political analysis". In Woodhead, Christine (ed.). The Ottoman World. Routledge. p. 457. ISBN 978-0-415-44492-7
34. ↑  Douglas Howard, "Ottoman Historiography," pp. 52–77.
35. ↑  Abou-El-Haj, Formation of the Modern State, pp. 23–26.
36. ↑  Cemal Kafadar, "The Myth of the Golden Age: Ottoman Historical Consciousness in the post-Süleymanic Era," in Süleyman the Second [sic] and His Time, eds. Halil İnalcık and Cemal Kafadar (Istanbul: ISIS Press, 1993), pp. 44.
37. ↑  Rhoads Murphey, "The Veliyüddin Telhis: Notes on the Sources and Interrelations between Koçu Bey and Contemporary Writers of Advice to Kings," Belleten 43 (1979), pp. 547–571.
38. ↑  Pál Fodor, "State and Society, Crisis and Reform, in a 15th–17th Century Ottoman Mirror for Princes," Acta Orientalia Academiae Scientiarum Hungaricae 40 (1986), pp. 217–240.
39. ↑  Metin Kunt, "Introduction to Part I," 37–38.
40. ↑  Börekçi, "Factions and Favorites."
41. ↑  Tezcan, Second Ottoman Empire.
42. ↑  Marc Baer, Honored by the Glory of Islam: Conversion and Conquest in Ottoman Europe, (New York: Oxford University Press, 2008)
43. ↑  Kafadar, "The Myth of the Golden Age", 37–48.
44. ↑  Kaya Şahin, Empire and Power in the Reign of Süleyman: Narrating the Sixteenth-Century Ottoman World, (Cambridge: Cambridge University Press, 2013)
45. ↑  Hakan T. Karateke, "On the Tranquility and Repose of the Sultan," in Christine Woodhead eds. The Ottoman World, (Routledge, 2011), 116.

Leslie Peirce, The Imperial Harem: Women and Sovereignty in the Ottoman Empire, (Oxford University Press: 1993), 185
46. ↑  Peirce, The Imperial Harem, pp. 267–285.
47. ↑  Darling, Revenue-Raising and Legitimacy, pp. 200–306.
48. ↑  Hathaway, The Arab Lands, 9
49. ↑  Donald Quataert, "Ottoman History Writing", 5.
50. ↑   Ariel Salzmann, An Ancien Régime Revisited: “Privatization” and Political Economy in the Eighteenth-Century Ottoman Empire, in Politics & Society, vol. 21, n. 4, 1993-12,  pp. 393-423, DOI:10.1177/0032329293021004003. URL consultato il 29 aprile 2022.
51. ↑  Cemal Kafadar, "On the Purity and Corruption of the Janissaries," Turkish Studies Association Bulletin 15 (1991): 273–280.
52. ↑  Günhan Börekçi, "A Contribution to the Military Revolution Debate: The Janissaries' Use of Volley Fire During the Long Ottoman-Habsburg War of 1593–1606 and the Problem of Origins." Acta Orientalia Academiae Scientiarum Hungaricae 59 (2006): 407–438.
53. ↑  Tezcan, Second Ottoman Empire, pp. 22–23.
54. ↑  Metin Kunt, The Sultan's Servants: The Transformation of Ottoman Provincial Government, 1550–1650, (New York: Columbia University Press, 1983) 98.
55. ↑  Ariel Salzmann, "The Old Regime and the Ottoman Middle East," in Christine Woodhead eds. The Ottoman World, (Routledge, 2011), 412.
56. ↑  Halil İnalcık, "Military and Fiscal Transformation in the Ottoman Empire, 1600–1700," Archivum Ottomanicum 6 (1980): 283–337.
57. ↑  Gábor Ágoston, "Firearms and Military Adaptation: The Ottomans and the European Military Revolution, 1450–1800". Journal of World History.' 25 (2014): 123.
58. ↑  Jonathan Grant, "Rethinking the Ottoman "Decline": Military Technology Diffusion in the Ottoman Empire, Fifteenth to Eighteenth Centuries." Journal of World History 10 (1999): 179–201.
59. ↑  Gábor Ágoston, "Ottoman Artillery and European Military Technology in the Fifteenth and Seventeenth Centuries," Acta Orientalia Academiae Scientiarum Hungaricae 47/1–2 (1994): 15–48.
60. ↑  Gábor Ágoston, Guns for the Sultan: Military Power and the Weapons Industry in the Ottoman Empire, (Cambridge: Cambridge University Press, 2005) pp. 195–98.
61. ↑  Ágoston, "Military Transformation," pp. 286–87.
62. ↑  Ágoston, Guns for the Sultan, pp. 192–195.
63. ↑  Ágoston, Guns for the Sultan, pp. 199–200.
64. ↑  Ágoston, Guns for the Sultan, pp. 200–201.
65. ↑  Rhoads Murphey, Ottoman Warfare: 1500–1700, (New Brunswick: Rutgers University Press, 1999), 10.
66. ↑   Virginia H. Aksan, Ottoman wars, 1700-1870 : an empire besieged, 1st ed, Longman/Pearson, 2007,  pp. 130-135, ISBN 0-582-30807-0, OCLC 71146645. URL consultato il 29 aprile 2022.
67. 1 2 3  (EN) Donald Quataert, Ottoman History Writing and Changing Attitudes Towards the Notion of “Decline”, in History Compass, vol. 1, n. 1, 2003-01, DOI:10.1111/1478-0542.038. URL consultato il 29 aprile 2022.
68. ↑  Lockman, Zachary (2010). Contending Visions of the Middle East: The History and Politics of Orientalism (2 ed.). Cambridge: Cambridge University Press. pp. 155–9, 169–70.
69. ↑  Sajdi, Dana (2007). "Decline, its Discontents, and Ottoman Cultural History: By Way of Introduction". In Sajdi, Dana (ed.). Ottoman Tulips, Ottoman Coffee: Leisure and Lifestyle in the Eighteenth Century. London: I.B. Taurus. pp. 12–4.
70. ↑  Sajdi, Dana (2007). "Decline, its Discontents, and Ottoman Cultural History: By Way of Introduction". In Sajdi, Dana (ed.). Ottoman Tulips, Ottoman Coffee: Leisure and Lifestyle in the Eighteenth Century. London: I.B. Taurus. p. 15.
71. ↑  Pamuk, Şevket (2000). A Monetary History of the Ottoman Empire. Cambridge: Cambridge University Press. p. xx.
72. ↑  (EN) Ariel Salzmann, An Ancien Régime Revisited: “Privatization” and Political Economy in the Eighteenth-Century Ottoman Empire, in Politics & Society, vol. 21, n. 4, 1993-12,  p. 402, DOI:10.1177/0032329293021004003. URL consultato il 29 aprile 2022.
73. ↑  Levi, Scott C. (2014). "Objects in Motion". In Douglas Northrop (ed.). A Companion to World History. Wiley Blackwell. p. 331.
74. ↑  Prakash, Om (2003). "Precious-metal Flows into India in the Early Modern Period". In Dennis O. Flynn; Arturo Giráldez; Richard von Glahn (eds.). Global Connections and Monetary History, 1470-1800. Aldershot: Ashgate. p. 154.
75. ↑  Faroqhi, "Crisis and Change," 507; Jane Hathaway, "The Ottomans and the Yemeni Coffee Trade," Oriente Moderno 25 (2006): 161–171.
76. ↑  Lewis, "Some Reflections," 113.
77. ↑  Darling, Revenue-Raising and Legitimacy, pp. 299–306.
78. ↑  Darling, Revenue-Raising and Legitimacy, pp. 81–118.
79. ↑  Michael Ursinus, "The Transformation of the Ottoman Fiscal Regime, c. 1600–1850," in Christine Woodhead eds. The Ottoman World, (Routledge, 2011) 423–434.
80. ↑  Tezcan, Second Ottoman Empire, pp. 19–23.
81. ↑  Darling, Revenue-Raising and Legitimacy, pp. 246–80.
82. ↑  Darling, Revenue-Raising and Legitimacy, 239.
83. ↑  Faroqhi, Crisis and Change, 553.
84. ↑  Carter Vaughn Findley, "Political culture and the great households", in Suraiya Faroqhi eds., The Later Ottoman Empire, 1603–1839, volume 3 of The Cambridge History of Turkey. (Cambridge: Cambridge University Press, 2006), 66.
85. ↑  Hathaway, Arab Lands, 59.
86. ↑  Faroqhi, "Crisis and Change," 411–414.
87. ↑  Geoffrey Parker, Global Crisis: War, Climate Change & Catastrophe in the Seventeenth Century, (New Haven: Yale University Press, 2013)
88. ↑  Darling, Revenue-Raising and Legitimacy, pp. 8–10.
89. ↑  Ursinus, "The Transformation of the Ottoman Fiscal Regime," 423.
90. ↑   Christine Woodhead, The Ottoman world, Routledge, 2012,  p. 459, ISBN 978-0-415-44492-7, OCLC 457164407. URL consultato il 29 aprile 2022.
91. ↑  Sajdi, Dana (2007). "Decline, its Discontents, and Ottoman Cultural History: By Way of Introduction". In Sajdi, Dana (ed.). Ottoman Tulips, Ottoman Coffee: Leisure and Lifestyle in the Eighteenth Century. London: I.B. Taurus. p. 27.
92. ↑  The Arab Lands Under Ottoman Rule, 1516–1800, (Pearson Education Limited, 2008), pp. 8–9.